# کلوئی پپلو
کلوئی پپلو (انگلیسی: Chloe Peplow؛ زادهٔ ۳ دسامبر ۱۹۹۸) بازیکن فوتبال اهل بریتانیا است.
وی همچنین در تیم‌های ملی فوتبال England women's national under-17 football team, England women's national under-19 football team، و England women's national under-20 football team بازی کرده‌است.